# Modren Peak
Der Modren Peak (englisch; bulgarisch връх Модрен wrach Modren) ist ein 1900 m hoher Berg im westantarktischen Ellsworthland. Im Owen Ridge, dem südlichsten Teil des Hauptkamms der Sentinel Range im Ellsworthgebirge, ragt er 4,3 km südwestlich des Mount Inderbitzen, 5,35 km westnordwestlich Peristera Peak und 16,34 km ostnordöstlich des Bergison Peak. Seine steilen Nord- und Südwesthänge sind teilweise unvereist. Der Nimitz-Gletscher liegt westlich von ihm.
US-amerikanische Wissenschaftler kartierten ihn 1961 und 1988. Die bulgarische Kommission für Antarktische Geographische Namen benannte ihn 2014 nach der antiken thrakischen Siedlung Modren im Süden Bulgariens.